# 劉建幗
劉建幗（1981年—），是一位編劇、導演，國立臺灣藝術大學戲劇學系碩士現任奇巧劇團團長。

## 生平簡介
劉建幗臺灣豫劇演員王海玲的二女兒。因出身於戲劇世家，出生前便開始聽戲，從小即對戲曲有著濃烈的興趣與熱情，原希望跟隨母親的腳步也入行，受到父母親反對而轉換跑道，遂與專科戲曲演員擦身而過。高中時期曾擔任高雄女中豫劇社社長，票戲演出；大學畢業後，仍希望成為戲曲演員，於是他轉力從藝術行政及舞台劇出發，後與胞姊劉建華於2004年創立奇巧劇團，嘗試將傳統戲曲和現代戲劇結合。2021年，開設Podcast頻道「戲曲好聊（撩）人」，推廣戲曲。

## 風格特色
劉建幗的編導擅長在跨文化、跨劇種、跨語言的多重融合。創作廣泛且多元，包含舞台劇、音樂劇、歌仔戲、京劇、豫劇及電視劇，活躍於編劇、導演或擔綱演出等方面，以及大型活動導演工作，2016年以「能編擅導，翻轉故事能力獨樹一格，為傳統戲曲注入具有現實感的現代意識」獲《PAR表演藝術雜誌》評選為年度人物 。

## 作品

### 舞台劇
- 2008年，奇巧劇團，《招弟復興打狗趣》，主演。
- 2010年，臺灣豫劇團，王海玲從藝五十年特別演出《梆子姑娘》，編劇。
- 2011年，奇巧劇團，《金蘭情X誰是老大》，編劇、導演/主演。
- 2011年，一心戲劇團，年度大戲《狂魂》《買官記》，導演。
- 2012年，臺灣春風歌劇團，《鍾無豔》，導演。
- 2012年，台北藝術節，《Mackie踹共沒?!》，編劇。
- 2013年，奇巧劇團，《波麗士灰闌記》(2013台北藝術節開幕首演)，編劇、導演及主演。
- 2013年，奇巧劇團，《空空戒戒木偶奇遇記》，編劇/主演。空空戒戒系列開創之作，融合《西遊記》與《木偶奇遇記》的角色，採國台雙語演出。[7][8][9][10]。
- 2013年，奇巧劇團，《Roseman 玫瑰俠》，編劇/導演。
- 2013年，臺灣春風歌劇團，《江湖四話》，編劇。
- 2014年，奇巧劇團，《我可能不會度化你》，編劇/導演/主演。
- 2014年，明華園天字戲劇團，《國士無雙》，導演。
- 2015年，奇巧劇團，衛武營童樂節、新北市兒童藝術節，《空空戒戒大冒險之船長虎克》，主演。此劇為奇巧兒童劇空空戒戒系列之二。[11]
- 2015年，國光劇團，二十週年製作，《十八羅漢圖》，編劇。
- 2016年，奇巧劇團，衛武營藝術祭，《鞍馬天狗》，編劇/導演。鞍馬天狗是奇巧胡撇仔系列第二部，改編自日本小說家大佛次郎同名小說。主要演員為劉建華、歌仔戲小生李佩穎與李郁真。[12][13]
- 2016年，高雄春天藝術節，歌仔戲環境劇場，《見城》，編劇。
- 2016年，明華園天字戲劇團，《信》，編劇/導演。
- 2016年，臺灣豫劇團，《蘭若寺》，編劇。
- 2017年，奇巧劇團，大稻埕第四屆青年戲曲藝術節，《蝴蝶效應》首演，編劇/主演。
- 2018年，奇巧劇團，國立台灣戲曲中心臺灣戲曲藝術節，《蝴蝶效應》，編劇/導演/主演。
- 2018年，明華園天字戲劇團，《偷天還春》，導演
- 2019年，NTTxTIFA ，臺中國家歌劇院中劇場，《未來處方箋》，編劇[14]。
- 2019年，駐紐約臺北文化中心 「酷兒劇作系列」的讀劇發表，CUNY Segal Theater，《我們結婚，好嗎》，編劇[15]。
- 2021年，臺北市立國樂團X瘋戲樂工作室，音樂劇《當金蓮成熟時》，導演[16]。
- 2021年，奇巧劇團, 衛武營戲劇院,《二郎哮天》首演, 編劇/導演。此劇為奇巧胡撇仔系列第三號作品。
- 2021年，奇巧劇團, 高雄市文化中心至善廳,《劍俠秦少游》首演, 編劇/導演（與劉建華共同執導）/主演（龍大）。

### 大型活動
- 2015年10月17日，全國運動會開幕典禮表演(高雄巨蛋)，總導演。
- 2018年9月25日，全球港灣城市論壇開幕表演，導演。
- 2019年4月13日，台南台江文化中心 慶成開幕儀式演出, 導演[17]。
- 2019年4月20日，2019全國中等學校運動會開幕盛典（高雄巨蛋）, 藝術總監[18]。
- 2020年10月24日，第31屆傳藝金曲獎頒獎典禮，總導演。[19]。

### 電視劇
- 中國電視公司，武俠情境喜劇，《江湖.com》，編劇。

## 獎項
| 年份   | 獲提名                         | 獎項                   | 結果 |
| ------ | ------------------------------ | ---------------------- | ---- |
| 2009年 | 舞台劇劇本《秘密遺言事務所》   | 鳳邑文學獎             | 獲獎 |
| 2012年 | 編劇《Mackie踹共沒?!》         | 台新藝術獎             | 提名 |
| 2013年 | 編導演製作《波麗士灰闌記》     | 台新藝術獎             | 提名 |
| 2013年 | 編劇《江湖四話》               | 台新藝術獎             | 提名 |
| 2014年 | 編導演製作《我可能不會度化你》 | 台新藝術獎             | 提名 |
| 2015年 | 編劇《十八羅漢圖》             | 台新藝術獎年度五大作品 | 獲獎 |
| 2016年 | 《PAR表演藝術》                | 年度人物               | 獲獎 |
| 2017年 | 編劇《蝴蝶效應》               | 台新藝術獎             | 提名 |

## 外部連結
- 奇巧劇團官方網站 （页面存档备份，存于）
- 奇巧劇團的Facebook專頁
- Podcast 戲曲好聊人 （页面存档备份，存于）